# Клаудија Паскоал
Клаудиа Паскоал (енг. Cláudia Pascoal; 12. октобар 1994) је португалска певачица која је представљала Португал на Песми Евровизије 2018.

## Каријера
Рођена је 12. октобра 1994. Паскоал је 2010. учествовала у талент емисији Ídolos, а 2013. учествовала је у првој сезони талент емисије Factor X. 2014. године се представила у емисији Curto Circuito, у којој је освојила треће место. 2015. године се опет пријавила на Ídolos. 2017. године учествовала је у петој сезони талент шоуа The Voice Portugal и на крају је елиминисана у полуфиналу.
2018. године је победила на португалском националном избору за Песму Евровизије Festival da Canção, са песмом O jardim. Тиме је постала представница Португала на Песми Евровизије 2018. Песма Евровизије је одржана у Лисабону. Клаудији се на сцени придружила и Исаура, која је написала песму. Биле су директне финалистице и у финалу су освојиле последње, 26. место са 39 поена.
Након Песме Евровизије, Клаудија је наставила да објављује нове песме, а 2020. је издала свој дебитански албум !.

## Дискографија
- O jardim (2018)
- Ter e Não Ter (2019)
- Viver (2020)
- Espalha Brasas (2020)
- Mais Fica Pra Mim (2020)
- Música De Um Acorde (2020)
- O Soldado (2020)

## Рефернце
1. ↑  „Cláudia Pascoal”. The Voice Portugal (на језику: португалски). Приступљено 2023-02-04.
2. ↑  „Cláudia Pascoal - Rotten Tomatoes”. www.rottentomatoes.com (на језику: енглески). Приступљено 2023-02-04.
3. ↑  „Learn about Cláudia Pascoal”. Famous Birthdays (на језику: енглески). Приступљено 2023-02-04.
4. ↑  Jiandani, Sanjay (Sergio) (2018-03-05). „Eurovision 2023 Portugal: Claudia Pascoal will follow Sobral's footsteps and fly to Lisbon! - ESCToday.com”. Eurovision News, Polls and Information by ESCToday (на језику: енглески). Приступљено 2023-02-04.
5. ↑  „Eurovision 2018 : le Portugal défend son titre avec Cláudia Pascoal”. TVMAG (на језику: француски). 2018-03-05. Приступљено 2023-02-04.
6. ↑  „Cláudia Pascoal”. eurovision.tv (на језику: енглески). Приступљено 2023-02-04.